# Kremasta-Stausee
Der Kremasta-Stausee (griechisch τεχνητή λίμνη Κρεμαστών, gesprochen Techniti limni Kremaston; vereinfacht Λίμνη Κρεμαστών) ist der größte Stausee in Griechenland. Der Stausee befindet sich in Westgriechenland und liegt sowohl in der Präfektur Evrytania als auch in der Präfektur Ätolien-Akarnanien. Die Inbetriebnahme erfolgte 1969.
Der Kremasta-Stausee speist sich aus vier Zuflüssen: der Hauptzufluss ist der Fluss Acheloos, die drei Nebenzuflüsse sind die Flüsse Tavropos, Agrafiotis und Trikeriotis. Die Fläche umfasst 92 km², das maximale Stauvolumen beträgt 4.700.000.000 m³ und die maximale Wassertiefe ist 51,6 m. Der Stausee orientiert sich am natürlichen Verlauf des Acheloos und seiner Zuflüsse in den Tälern des südlichen Pindos-Gebirges, was dem Stausee eine fjordähnliche Erscheinung verleiht. Der Staudamm des Kremasta-Stausees ist 165 m hoch und 465 m lang und gehört somit zu den größeren Talsperren der Welt. 
Der Stausee beziehungsweise seine Ausläufer werden von 2 größeren Brücken überspannt: die Episkopi-Brücke (benannt nach dem versunkenen Kloster), welche zugleich die Grenze zwischen den Präfekturen Evrytania und Ätolien-Akarnanien markiert, und die Tatarna-Brücke (benannt nach dem nahe gelegenen Kloster Tatarna). Über letztere führt die Nationalstraße 38 (Europastraße 952) von Agrinio (Westen) nach Karpenissi und anschließend nach Lamia (Osten). Sie ist eine sehr bedeutende Ost-West-Verbindung zwischen den griechischen Regionen Westgriechenland (Ätolien-Akarnanien) und Mittelgriechenland (Evrytania, Lamia).
Durch den Aufstau des Kremasta-Stausees sind folgende geographische Punkte und Bauten bzw. Gebäude überschwemmt worden:
- die Mardacha-Quelle, welche als einzige den Acheloos in den Sommermonaten speiste,
- das Kloster Episkopi aus byzantinischer Zeit (nahe der Episkopi-Brücke),
- die Manoli-Brücke aus dem Jahre 1659, welche für 400 Jahre die beiden Ufer des Flusses Agrafiotis verband (siehe Abbildung rechts),
- die alte Einbogenbrücke Tatarna und
- die Dörfer Agios Vassilios und Sidera Trichonidas.

Eine Besonderheit stellt die alte Einbogenbrücke Manoli dar, die fast zur Gänze vom See überschwemmt wird, wenn dieser voll ist. In den Monaten mit Niedrigwasser tritt die Brücke vollständig aus dem See heraus, umgeben von einer Schlammwüste (siehe Foto).
Die Region um den Kremasta-Stausee unterliegt den Schutzbestimmungen des Natura-2000-Programms.
Der Kremasta-Stausee wird neben der Energiegewinnung auch zum Wassersport (Kanu und Kajak) genutzt.
Während der Fertigstellung des Stausees ereignete sich am 5. Februar 1966 um 02:01 Uhr Ortszeit ein schweres Erdbeben mit einer Stärke von 6,2 auf der Richter-Skala; der im Bau befindliche Staudamm trug keine Schäden davon. Es existieren Hinweise, dass das Erdbeben durch den Aufstau des Sees und den damit verbundenen höheren Druck auf die unter dem See liegenden Gesteinsschichten ausgelöst worden ist. (Induzierte Seismizität)

## Weblinks

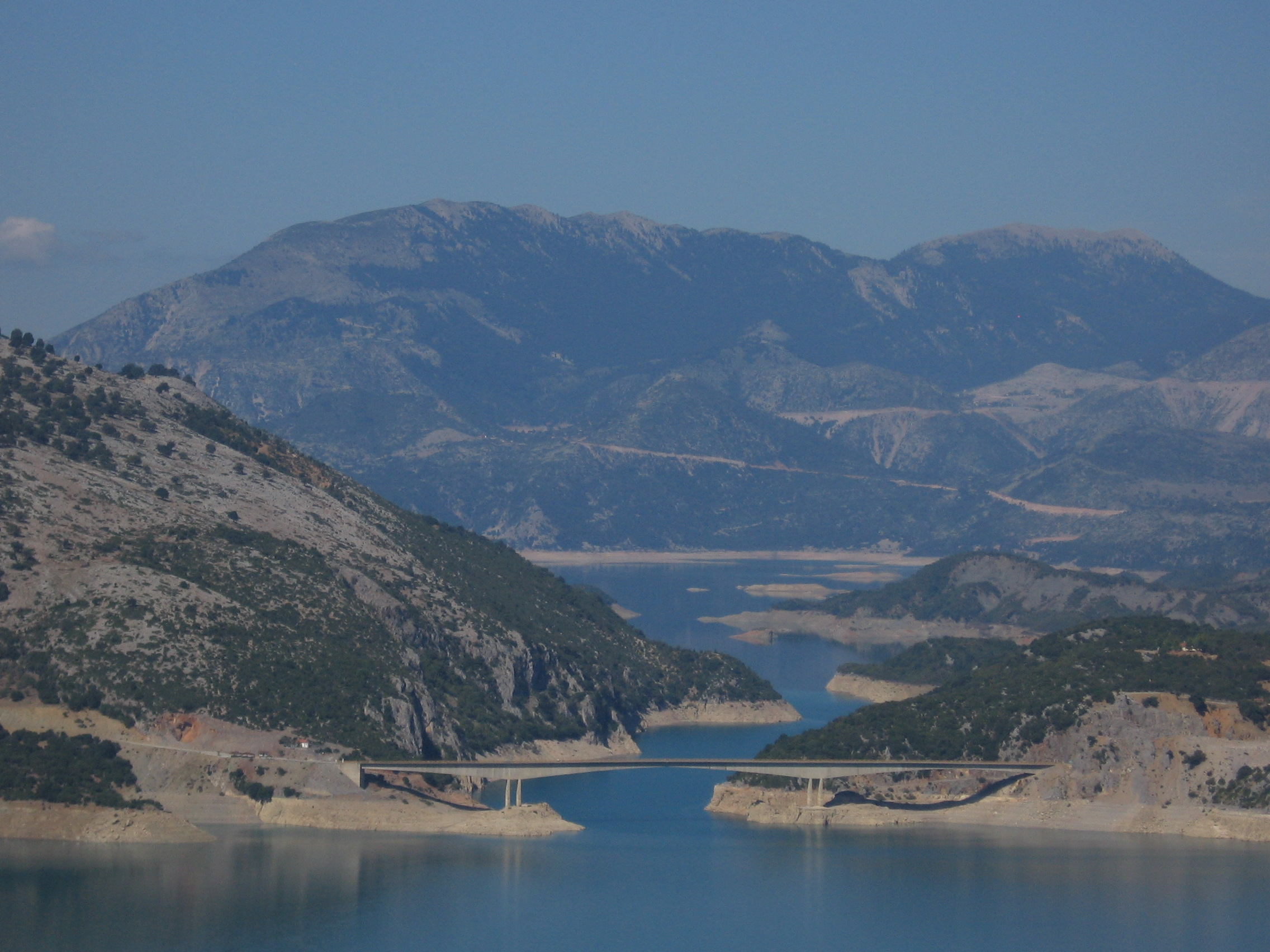
See mit Episkopi-Brücke
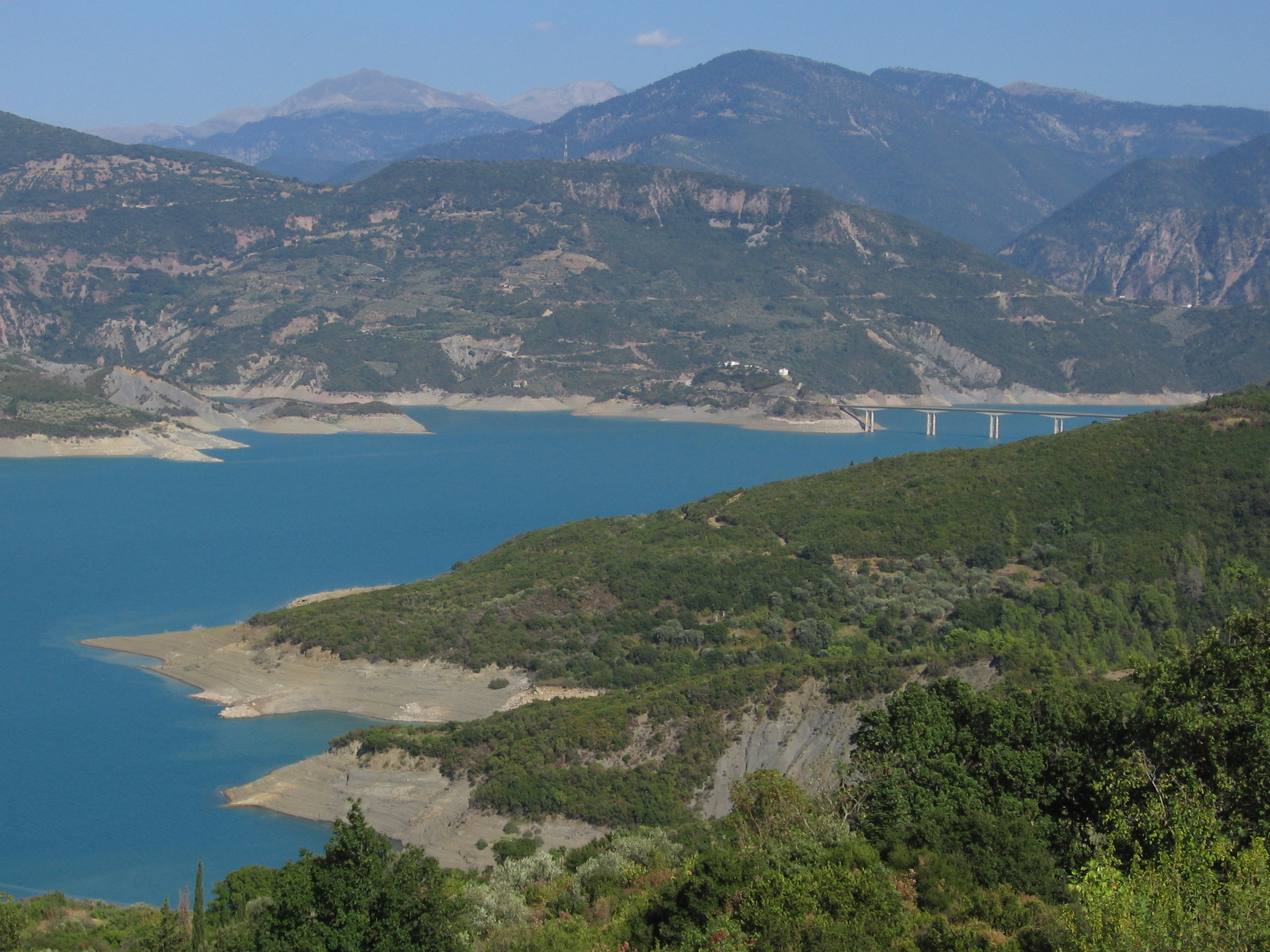
See mit Tatarna-Brücke
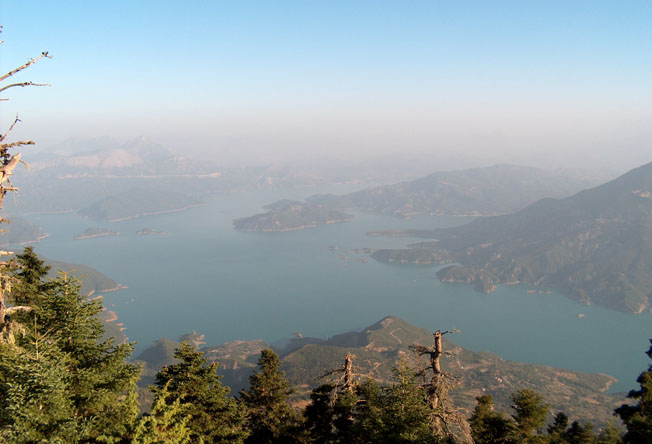
Kremasta-Stausee, Panorama